# Richard Morales
Richard Morales, född 21 februari 1975 i Uruguay, är en uruguayansk fotbollsspelare. 

## Karriär inom landslaget
Morales har spelat för Uruguays herrlandslag i fotboll i mästerskap som Copa América 2001, VM 2002 och Copa América 2004. I Copa América 2001 gjorde Morales ett mål i turneringen, i semifinalen mot Mexiko, vilken Uruguay förlorade med 2-1 (och därmed försvann ur turneringen). I kvalspelet till VM 2002  I VM 2002 var situationen så att Morales lag måste vinna matchen mot Senegal i gruppspelet för att gå vidare till åttondelsfinal. Uruguay låg under med 3-0 men lyckades vända matchen till 3-3. I slutet av matchen fick Morales en chans att nicka in segermål från någon meters avstånd men misslyckades; bollen gick utanför, vilket ansågs som en av värsta missarna i det världsmästerskapet.[källa behövs]